# 息肉
息肉（英語：polyp）又作瘜肉，是突出於黏膜的異常生長的組織，一般定義是長於中空器官的腔壁黏膜上。
依組織學來分類，息肉不一定是贅生物，有些息肉屬於贅生性（neoplastic），有些則屬於增生性（hyperplastic）或發育異常性（dysplastic）。贅生性息肉可以是良性、惡性前期或甚至惡性，也可良性惡性同時並存。此外，依型態來分類，有柄的稱為有蒂性（pedunculated），無柄的稱為廣基性（sessile）。
息肉常被發現於大腸、膽囊、胃、鼻腔、耳道、鼻竇、膀胱、及子宮腔，其他少見的位置有：子宮頸、聲帶、小腸。
皮膚上的皮赘或软垂疣（skin tag，acrochordon）也會被誤稱為息肉，但其與息肉的基本定義不符。